# Гент (Міннесота)
Гент (англ. Ghent) — місто (англ. city) в США, в окрузі Лайон штату Міннесота. Населення — 376 осіб (2020).

## Географія
Гент розташований за координатами 44°30′41″ пн. ш. 95°53′34″ зх. д. / 44.51139° пн. ш. 95.89278° зх. д. (44.511342, -95.892858).  За даними Бюро перепису населення США в 2010 році місто мало площу 0,88 км², уся площа — суходіл. В 2017 році площа становила 0,83 км², уся площа — суходіл.

## Демографія
Згідно з переписом 2010 року, у місті мешкало 370 осіб у 155 домогосподарствах у складі 108 родин. Густота населення становила 420 осіб/км².  Було 164 помешкання (186/км²).
Расовий склад населення:
| - 97,6 % — білих - 1,4 % — чорних або афроамериканців - 0,3 % — азіатів |

До двох чи більше рас належало 0,8 %. Частка іспаномовних становила 0,0 % від усіх жителів.
За віковим діапазоном населення розподілялося таким чином: 25,1 % — особи молодші 18 років, 64,1 % — особи у віці 18—64 років, 10,8 % — особи у віці 65 років та старші. Медіана віку мешканця становила 32,0 року. На 100 осіб жіночої статі у місті припадало 103,3 чоловіків;  на 100 жінок у віці від 18 років та старших — 102,2 чоловіків також старших 18 років.
Середній дохід на одне домашнє господарство  становив 58 097 доларів США (медіана — 56 477), а середній дохід на одну сім'ю — 74 639 доларів (медіана — 67 250). За межею бідності перебувало 4,9 % осіб, у тому числі 1,8 % дітей у віці до 18 років та 0,0 % осіб у віці 65 років та старших.
Цивільне працевлаштоване населення становило 178 осіб. Основні галузі зайнятості: освіта, охорона здоров'я та соціальна допомога — 18,5 %, виробництво — 14,0 %, роздрібна торгівля — 12,4 %.